# Рамадан Зейнели
Вижте пояснителната страница за други личности с името Рамадан.
Рамадан Зейнели (на албански: Ramadan Zejneli; на македонска литературна норма: Рамадан Зејнели) е детски писател от Република Македония.

## Биография
Роден е в 1952 година в Скопие, тогава в Югославия. По произход е албанец. Завършва Филологическия факултет на Скопския университет. Работи като учител в село Люботен, Скопско. Член е на Дружеството на писателите на Македония от 1983 година. Умира в Скопие в 1993 година.